# Partido del Centro Democrático
El Partido del Centro Democrático (PCD), también llamado Partido de Centro Nacional Republicano (PCNR), fue un partido político de ideología centrista que existió durante la Segunda República española.

## Historia
Fue creado por el entonces presidente del Consejo de Ministros Manuel Portela de cara a las elecciones del 16 de febrero de 1936, inspirándose en el Partido Republicano Progresista de Alcalá Zamora y con la idea de crear un partido que aglutinara al Centrismo español. En contra de lo esperado, Portela Valladares se encontró con numerosas dificultades para lograr organizar su nuevo formación política. La España de aquella época había evolucionado políticamente lo suficiente como para que un partido creado desde el poder pudiera obtener un éxito inmediato gracias al apoyo desde la administración pública. Portela intentó retrasar la celebración de los comicios por lo menos un mes para ganar tiempo, pero tanto el presidente de la República como la oposición conservadora se negaron.
El 28 de enero, Portela presentó en público el manifiesto fundacional del partido, en el cual hizo un llamamiento en favor del orden constitucional y el progreso, y a la vez rechazando tanto la "guerra civil" como la "revolución roja". Para el historiador Stanley G. Payne, Portela fracasó en su intento de presentar a la nueva formación en público, ya que éste no ofreció una imagen clara y el manifiesto estaba repleto de vaguedades. El Partido del Centro Democrático solo consiguió formar listas en la mitad de los distritos electorales, estableciendo alianzas puntuales con fuerzas tanto de derecha como de izquierda, presentado 89 candidatos.
En las elecciones el partido obtuvo en la primera vuelta 20 escaños, que se quedaron en 17 tras la segunda vuelta, con un 3,51% de los votos, lo que se traduce en 333.200 votos. Sin embargo, ante la victoria de las candidaturas agrupadas en el Frente Popular, Portela Valladares dimitió apresuradamente y ni siquiera esperó a la confirmación de los resultados electorales. Durante los siguientes meses el PCD apenas destacó en la vida política. Tras el comienzo de la Guerra Civil, el Partido del Centro Democrático desapareció de la escena política, aunque su líder —Portela Valladares— conservó su acta de diputado y participaría en una reunión de las Cortes republicanas en noviembre de 1937.